# Grințieș
Grințieș est une commune roumaine du județ de Neamț, dans la région historique de Moldavie et dans la région de développement du Nord-Est.

## Géographie
La commune de Grințieș est située dans le nord-ouest du județ, à la limite avec le județ de Harghita, dans les Carpates orientales entre les Monts Bistrița et les Monts Ceahlău, à 48 km au nord-ouest de Bicaz et à 85 km au nord-ouest de Piatra Neamț, le chef-lieu du județ. La commune borde le lac Izvorul Muntului, lac de retenue du barrage de Bicaz.
La municipalité est composée des trois villages suivants (population en 1992) :
- Bradu (754) ;
- Grințieș (1 090), siège de la municipalité ;
- Poiana (568).

## Histoire
La première mention écrite du village date de 1458.

## Politique
| Période                                  | Période  | Identité            | Étiquette | Qualité |
| ---------------------------------------- | -------- | ------------------- | --------- | ------- |
| Les données manquantes sont à compléter. |          |                     |           |         |
| 2008                                     | En cours | Vasile Alexandroaia | PNL       |         |

| Parti | Parti                                      | Sièges |
| ----- | ------------------------------------------ | ------ |
|       | Parti social-démocrate (PSD)               | 3      |
|       | Parti national libéral (PNL)               | 7      |
|       | Alliance des libéraux et démocrates (ALDE) | 1      |

## Religions
En 2002, la composition religieuse de la commune était la suivante :
- Chrétiens orthodoxes, 99,34 %.

## Démographie
En 2002, la commune comptait 2 575 Roumains (99,76 %).
| 1992  | 2002  | 2007  |
| ----- | ----- | ----- |
| 2 412 | 2 581 | 2 557 |

## Économie
L'économie de la commune repose sur l'élevage et l'exploitation des forêts. La commune dispose de 167 ha de terres arables, de 1 094 ha de pâturages, de 1 529 ha de prairies et 9 367 ha de forêts.

## Communications

### Routes
La commune est située sur la route nationale DN15 qui relie Piatra Neamț avec Toplița dans le județ de Harghita et Târgu Mureș, chef-lieu du județ de Mureș.

## Lieux et monuments
- Grințieș, église de 1793.